# Evangelické lyceum (Bratislava)
Evangelické lyceum je církevní gymnázium v Bratislavě, které v minulosti sehrálo důležitou roli v rozvoji slovenské kultury. Bylo založeno v roce 1606, roku 1923 bylo zrušeno a obnoveno v roce 1991 se sídlem ve Vranovské ulici 2.

## Historie
Evangelické lyceum bylo založeno v roce 1606 Davidem Kilgerem. V té době se vyučovalo v maďarsky, německy a latinsky. V roce 1714 se stal rektorem lycea polyhistor Matej Bel, který povznesl jeho úroveň, zmodernizoval školu, zavedl přírodovědné předměty a přeorganizoval systém vyučovacího procesu. Jeho hlavním cílem ve škole bylo vychovat silné křesťanské osobnosti. Na škole působil do roku 1719.
V roce 1724 vznikla při škole i knihovna, která se zachovala dodnes a obsahuje například sbírku středověkých rukopisů, záznamy o studentech lycea od roku 1714, přednášky a jiné rukopisy profesorů lycea, opisy různých dokumentů vztahujících se k evangelické konfesi v Uhersku a několik rukopisů Mateje Bela. Dne 22. září 1923 bylo lyceum zrušeno a znovuotevřeno až v roce 1991.

## Absolventi
K evangelickému lyceu se váže více významných osobností:
- Matej Bel 1714–1719
- Bohuslav Tablic 1785
- Andrej Palumbiny 1792
- Pavel Jozeffy 1794
- Martin Hamaliar 1801
- Juraj Palkovič 1803
- Ján. L. Bartolomeides 1804
- Štefan Leška 1811
- Ján Kollár 1812
- Pavel Jozeffy 1813
- František Palacký 1815
- Šalamún Petény 1817
- Michal Hlaváček 1819
- Nátan Petény 1821
- Karol Kuzmány 1822
- Karol Braxatoris 1825
- Ján Trokan 1825
- Samo Chalupka 1827
- Karol Štúr 1827
- Samuel Godra 1828
- Daniel Lichard 1828
- Ladislav Paulíny 1828
- Ľudovít Štúr 1829
- Karol Šulek 1830
- Bohuslav Šulek 1830
- Jozef M. Hurban 1830
- Michal M. Hodža 1832
- Daniel J. Borik 1833
- Ctibor Zoch 1833
- Andrej Hodža 1834
- Augustín H. Škultéty 1835
- Benjamín Červenák 1835
- Karol Holuby 1837
- August Krčméry 1837
- Dionýz Štúr 1838
- Bohuslav Nosák 1838
- Jozef Podhradský 1838
- Ján Francisci 1839
- Samo B. Hroboň 1839
- Ján Kalinčiak 1839
- Janko Matúška 1839
- Andrej Sládkovič 1840
- Štefan M. Daxner 1840
- Peter Kellner 1840
- Ľudovít Reuss 1840
- Mikuláš Dohnány 1840
- Pavel Hečko 1841
- Samuel Štefanovič 1842
- Janko Kráľ 1842
- Viliam Pauliny-Tóth 1843
- Jakub Grajchman 1843
- Michal Kútsky 1844
- Svetozar Miletić 1844
- Daniel Maróthy 1845
- Samuel Ormis 1846
- Viliam Šulek 1847
- Ján Pravoslav Leška 1850
- Jozef Ľ. Holuby 1850
- Michal Boor 1854
- Štefan Fajnor 1861
- Ján Mocko 1861
- Ján Kmeť 1869
- Július Markovič 1877
- Martin Braxatoris 1879
- Peter Makovický 1881
- Ján Kvačala 1882
- Milan Rastislav Štefánik 1890